# Han Moo Kwan
Han Moo Kwan es una de las nueve escuelas fundadoras originales del taekwondo. Fue creada por el Great Grand Master (Kwan) Kyo Yoon Lee, décimo dankwan - fundador, noveno dan [Kukkiwon], en agosto de 1954.
Significa literalmente Escuela Coreana de Guerra o Escuela de Guerra Coreana. 
Kyo Yoon Lee fue un estudiante en la Chosun Yun Moo Kwan Kong Soo Do Bu y aprendió de su fundador, Sang Sup Chun. Cuando más tarde la escuela Kwan cambió su nombre a Ji Do Kwan, permaneció como miembro por un periodo corto para luego fundar su propia escuela Kwan.
Actualmente la Han Moo Kwan al igual que las demás escuelas de taekwondo originales de Corea están unidas bajo la World Taekwondo Federation y el Kukkiwon. Oh Do Kwan se separó de las demás escuelas para fundar la Federación Internacional de Taekwondo.

## Escuelas originales en Corea
Las nueve escuelas originales por su orden de serie en la fundación del taekwondo son:
1. Song Moo Kwan, fundada en 1946 por Ro Byung Jick.
2. Han Moo Kwan,[2] fundada en 1954 por Kyo Yoon Lee.
3. Chang Moo Kwan, fundada en 1946 por Yoon Byung-in.
4. Moo Duk Kwan, fundada en 1945 por Hwang Kee.
5. Oh Do Kwan (fundadora de la Federación Internacional de Taekwondo - ITF), fundada en 1955 por Choi Hong Hi.
6. Kang Duk Kwan, fundada en 1956 por Park Chul Hee y Hong Jong Pyo.
7. Jung Do Kwan, fundada en 1956 por Lee Yong Woo.
8. Ji Do Kwan, fundada el 3 de marzo de 1946 por Chun Sang Sup.
9. Chung Do Kwan, fundada en 1944 por Lee Won Kuk.

Estas escuelas son las fundadoras y organizadoras del Taekwondo en Corea antes de su posterior expansión organizada hacia todo el mundo. Inicialmente se estableció la "Asociación Coreana de Taekwondo" como primer gremio del arte hasta que se consolidó como arte marcial nacional y durante lo cual se inicia su expansión internacional. En 1973 fundaron y se consolidaron bajo la World Taekwondo Federation (Federación Mundial de Taekwondo - WT). Actualmente Han Moo Kwan continúa su vida institucional activa como escuela internacional y su actual presidente es el Great Grand Master In Hui Won (décimo dan). Han Moo Kwan sigue fielmente el currículo y disposiciones del Kukkiwon y de la World Taekwondo Federation- WT.

## Asociación Coreana de Taekwondo
Fue creada por la mayor parte de las escuelas fundadoras tradicionales en 1959. Varias escuelas se quedaron por fuera de este organismo como la Ji Do Kwan, Chung Do Kwan y Moo Duk Kwan, pero al año siguiente, el gobierno de Corea del Sur interviene y reconoce oficialmente los títulos obtenidos por las escuelas de la ACT y finalmente, todas las escuelas se integran a la Asociación, que sería la base de la fundación de la futura Academia Mundial de Taekwondo (Kukkiwon) y la Federación Mundial de Taekwondo - WT (antes WTF)

## La Kukkiwon
El cuartel general mundial del Taekwondo es la Kukiwwon y hogar de la Academia Mundial de Taekwondo. Es una organización - oficina del Estado de Corea del Sur, ubicada en Seúl y en donde se discuten con la Federación Mundial de Taekwondo todos los asuntos del arte que se han de aplicar en todas las federaciones nacionales alrededor del mundo. Fue fundada en noviembre de 1972 en el distrito de Gangnam-gu bajo el mandato del presidente Park Chung-hee. Los Danes otorgados por las organizaciones de las federaciones nacionales (grados de los cinturones negros en todo el mundo) son reconocidos en la Kukkiwon por solicitud de éstas. La Kukkiwon no otorga los grados pues esa función corresponde a las federaciones nacionales quienes acogen a los candidatos propuestos por las diferentes federaciones, ligas y asociaciones miembros.

## Federación Mundial de Taekwondo
El 28 de mayo del año 1973 se organiza, con el apoyo del gobierno surcoreano, el primer mundial de Taekwondo en Seúl. Esa ocasión es aprovechada por los Maestros de las diferentes Kwanes y delegaciones internacionales para fundar la Federación Mundial de Taekwondo (WT, antes WTF). Desde ese entonces, la difusión del Taekwondo ha sido meteórica al punto de que hay activos más de 70 mil practicantes registrados en las federaciones nacionales en todo el mundo. La Federación Mundial de Taekwondo se soporta en la unión de las federaciones nacionales y de las kwanes fundadoras del arte marcial y por medio de ellas aplica las normas internacionales que se adoptan en asocio con la Kukkiwon (cuartel general estatal del Taekwondo de Corea del Sur). Bajo su tutela se organización los campeonatos mundiales y se interviene también en lo pertinente a los juegos olímpicos.

## El Gran Maestro Mundial Han Moo Kwan
El Gran Maestro Mundial In Hui Won, 10° Dan Han Moo Kwan y 9° Kukkiwon, es el heredero del linaje y herencia directa de la Presidencia internacional de la Federación Mundial de Taekwondo Han Moo Kwan de manos del fundador Gran Maestro Kyo Yoon Lee. Sirve a la Federación desde su cuartel general en Oklahoma, USA, y desde allí ha continuado con la expansión de la Escuela por los Estados Unidos, México, Canadá, América Latina y otros países del mundo.
Es vicepresidente de la Asociación Internacional de Hapkido y presidente internacional de la Asociación de Hapkido Han Moo Kwan.
El Gran Maestro Won es oriundo de Corea del Sur en donde sirvió como instructor de Taekwondo y defensa personal del ejército nacional. Posteriormente inmigró a Estados Unidos hacia los años setenta. Es un reconocido árbitro internacional del Taekwondo en el cual ha participado en ese ejercicio en innumerables torneos internacionales del arte.
El sello Han Moo Kwan recibido del Gran Maestro y fundador Kyo Yoon Lee que ratifica y certifica la validez y la herencia genuina lo tiene en su poder el Gran Maestro Won.

## Significado de Han Moo Kwan en español
La palabra Han se refiere a Corea, la palabra Moo significa Marcial o Militar y la palabra Kwan significa escuela o salón; juntas el Han Moo Kwan significa: Escuela Militar Coreana o Escuela Marcial Coreana.

## Han Moo Kwan en Estados Unidos
En Estados Unidos el Han Moo Kwan es enseñado por el "Great Grand Master" In Hui Won (10.º dan - Asociación de Taekwondo de Corea y 9.º dan Kukkiwon) y por el Grand Master Dr. Ibraham Ahmed (RIP - 8 / 2021) (9.º dan-Asociación de Taekwondo de Corea, 7.º dan-Kukkiwon) y por el Grand Master Sang Sup Kil (9.º dan Kukkiwon), entre otros. 
El Great Grand Master In Hui Won actualmente ocupa las siguientes posiciones:
- Miembro del Comité Internacional del Kukkiwon para la vigilancia de examinaciones.
- Presidente de la Asociación de Taekwondo para el Estado de Oklahoma - USA Taekwondo.
- Presidente Mundial del Taekwondo Hanmookwan - nombrado por su antecesor y fundador Kyo Yoon Lee.

El "Great Grand Master" In Hui Won conduce anualmente desde el 1986 el Torneo Invitacional "Annual Oklahoma Invitational Taekwondo Championship" el cual es avalado por la USA Taekwondo.
El Grand Master Dr. Ibraham Ahmed actualmente ocupa las siguientes posiciones:
- Vicepresidente de la Míchigan-USA Taekwondo desde el 1995.
- Presidente fundador del Colegio Mundial de Artes Marciales en el año 1977.
- Presidente fundador de la Asociación de Taekwondo Han Moo Kwan de los Estados Unidos en el 1972 para darle apoyo a los practicantes del Han Moo Kwan en el país. También está registrada desde el 1972 bajo la "USA Taekwondo" como la organización número 261[MI].

El Grand Master Dr. Ibraham Ahmed conduce anualmente el torneo mundial de Artes Marciales The Battle of Detroit Annual World Championship and Stars for Charity Expo desde el 1970.
En el 1980 el Grand Master Sang Sup Kil (décimo dan kwan-fundador, noveno dan Kukkiwon) quien es el maestro del Grand Master Dr. Ibraham Ahmed se mudó al Estado de Míchigan en los Estados Unidos y actualmente ocupa las siguientes posiciones:
- Presidente de la Michigan-USA Taekwondo desde el 1993.
- Presidente fundador de la Unites States Han Moo Kwan Federation desde el 1980.
- Ha promovido a más de 2,000 cinturones negros durante su carrera.

Otros prominentes del Taekwondo Hanmookwan en Estados Unidos son:
- "Great Grand Master" In Hui Won (décimo dan Han Moo Kwan, actual presidente mundial), noveno dan - Kukkiwon, noveno dan-Asociación de Taekwondo de Corea) quien está establecido en Oklahoma, USA.
- "Grand Master" Won Keun Bai (noveno dan - Kukkiwon) presidente de la Pan-American Taekwondo Hanmookwan y reside en "New Jersey", USA.
- "Grand Master" Larry Billingslea (octavo dan - Asociación de Taekwondo Hanmookwan de los Estados Unidos) quien está establecido en Louisianna, USA.
- "Grand Master" Jeffrey Rohena (octavo dan - Federación Mundial del Taekwondo Hanmookwan).
- "Grand Master" Victor M. Fontanez (octavo dan - Federación Mundial del Taekwondo Hanmookwan).
- "Grand Master" John Carpenter (octavo dan - Federación Mundial del Taekwondo Hanmookwan).
- "Grand Master" Alan Wiles (octavo dan - Federación Mundial del Taekwondo Hanmookwan).
- "Grand Master" Jeff Reeder (noveno dan - Federación Mundial del Taekwondo Hanmookwan).
- "Grand Master" Richard Vazquez (octavo dan - Federación Mundial del Taekwondo Hanmookwan).
- "Master" John Knight (séptimo dan - Federación Mundial del Taekwondo Hanmookwan).
- "Master" Marzolini Murillo (séptimo dan - Asociación de Taekwondo Hanmookwan de los Estados Unidos) quien está establecido en Florida, USA.

El Han Moo Kwan en los Estados Unidos ha tenido un buen desarrollo y aceptación por más de 30 años convirtiéndose en uno de los estilos de Taekwondo más populares en el país.

## Han Moo Kwan en México
Han Moo Kwan en México se fundó en el año de 1998, bajo en nombre de Asociación Han Moo Kwan de México A.C. por el Gran Maestro (Grand Master) Álvaro Magaña Ochoa, actualmente cinturón negro (octavo dan) en Kukkiwon y (noveno dan) en Han Moo Kwan de Corea. Este último grado le fue otorgado directamente por el Great Grand Master (Kwan) Kyo Yoon Lee (décimo dan) (fundador de Han Moo Kwan y por ende, del Taekwondo en Corea y en el mundo).
Es Referee Internacional, Instructor Internacional 1.ª clase certificado por Kukkiwon, miembro honorario de la Kukkiwon.
El Gran Maestro Álvaro Magaña Ochoa se ha destacado en el Taekwondo como practicante, promotor y creador de varias sedes de Han Moo Kwan en México y en otros países latinoamericanos en desarrollo de su cargo de Presidente para Centro y Sur América de la Escuela.
Es autor, director y colaborador destacado de varios libros y programas en los cuales podemos mencionar:
- "La Enseñanza del Poomsae de Taekwondo a Través de Niveles".
- Colaborador del libro "Global Taekwondo" escrito por el Grand Maestro Kyo Yoon Lee.
- Director y autor del programa avalado por la Federación Mexicana de Taekwondo "La excelencia en la Enseñanza del Taekwondo".

Es a través de estos esfuerzos y acertada dirección del Gran Maestro Álvaro Magaña Ochoa que Han Moo Kwan en México ha crecido y se ha fortalecido significativamente. Su gran trabajo como promotor es reconocido en el Taekwondo mexicano por el esfuerzo de toda una vida de trabajo ininterrumpido al servicio de este arte marcial.
Es además director de la Copa Han Moo Kwan en México que reúne a cientos de taekwondogas de todas las escuelas y clubes la cual ha llegado a su XX edición en el año 2019. Este certamen es un importante patrimonio del Taekwondo en México.

## Han Moo Kwan en Colombia
En junio de 2018, el Kwan Yang Nim Álvaro Magaña Ochoa reconoce al estudiante Mauricio Pereira Garzón de Bogotá, Colombia, en Han Moo Kwan luego de que este realizara y completara su entrenamiento en su Do Jang ubicado en la ciudad de Puebla, Estado de Puebla, México, y lo nombra como su representante en ese país. Estará permanentemente bajo su tutoría y dirección.
Mauricio Pereira Garzón, periodista profesional y experto en cooperación internacional para el desarrollo, practica Taekwondo desde hace 32 años y completa sus niveles de formación para hacerse cargo de la plena dirección en Colombia en nombre del Presidente para Centro y Sur América, el Gran Maestro Álvaro Magaña Ochoa, y de las autoridades internacionales de Han Moo Kwan.

## Han Moo Kwan en Puerto Rico
El Taekwondo Hanmookwan en Puerto Rico es promovido por: el "Grand Maestro" Víctor M. Fontánez (quien es 8.º dan "World Taekwondo Hanmookwan Federation" y 4.º dan Kukkiwon), el "Grand Maestro" Jose R. Trinidad (quien es 9.º Dan), el "Grand Maestro Raul "Rudy" Zayas (quien es 8.º dan "US Taekwondo Hanmookwan Association" y 4.º dan Kukkiwon) y el "Grand Maestro" Jeffrey Rohena (quien es 8.º dan "World Taekwondo Hanmookwan Federation").  El Taekwondo Hanmookwan en Puerto Rico esta bajo la supervision del "Grandioso Grand Maestro" In Hui Won (10.º dan Hanmookwan y 9.º dan Kukkiwon) a través de la Federación Mundial del Taekwondo Hanmookwan (Corea) y del "Grand Maestro" Ibraham Ahmed (RIP - 8 / 2021) (9.º dan Hanmookwan y 7.º dan Kukkiwon) a través de la Asociación del Taekwondo Hanmookwan de los Estados Unidos de América.

## Han Moo Kwan Argentina
En Argentina, país potencia regional del Taekwondo, está el Maestro Claudio Rubén Margarone, (5o Dan) como representante nacional de Han Moo Kwan. El Maestro Margarone es un destacado entrenador de campeones en el nivel nacional e internacional y él mismo ha sido un exitoso competidor también en ambos escenarios llevando los colores de la bandera patria a lugares de privilegio. Han Moo Kwan Argentina está adscrito a la Presidencia de América Latina dirigida por el Gran Maestro Álvaro Magaña Ochoa El Maestro Margaroni tiene más de 35 años entregados a la práctica y estudio del Taekwondo, además ha dedicado igualmente muchos años a la enseñanza y el entrenamiento deportivo como preparador físico, incluido el boxeo. También es técnico en informática. El centro de operaciones Han Moo Kwan de Argentina se encuentra en la ciudad de Rosario, provincia de Santa Fe. Es el fundador de una linaje familiar de practicantes de alta competencia.